# McLaren F1
Макларън Ф1 (на английски: McLaren F1) е суперавтомобил, проектиран и произведен от McLaren Automotive по идея на Гордън Мъри. На 31 март 1998 г. колата поставя рекорд за най-бърз сериен автомобил, достигайки 391 km/h, рекорд, който държи до 2005 г. Днес McLaren F1 все още държи рекорда за най-бърз сериен автомобил с атмосферен двигател.
В колата са внедрени множество иновативни идеи и технологии. Тя е по-лека и има по-добра аеродинамика от много от много модерни спортни коли. Едно от нетрадиционните конструкторски решения е колата да бъде с 3 седалки, една повече от останалите спортни автомобили. Шофьорската седалка се намира в средата и е изнесена напред от двете седалки за пътниците. Това е първият сериен автомобил, чието шаси е изградено от карбонов монокок.
Въпреки че автомобилът не е проектиран за пистова кола, модифицирана състезателна версия печели множество състезания, включително и 24 часа на Льо Ман през 1995 г., където се състезава срещу прототипи специално създадени за състезанието.
Производството на колата започва през 1992 г. и завършва през 1998 г., като са произведени общо 106 броя.

## История
Гордън Мъри. като повечето инженери и дизайнери на спортни автомобили. мечтае да направи най-добрия суперавтомобил, който да е по-лек от конкурентите си, но и по-мощен. Той излага идеята си на Рон Денис и двамата се заемат с изпълнението ѝ. По същото време Макларън жъне успехи във Формула 1 със своите коли, които са снабдени с двигатели от Honda. Той предлага на Honda да му направят двигател с 550 к.с., тежащ 250 kg, но те отказват.
Мислело се е да бъде използван двигател на Isuzu, които по това време са имали намерение да влязат във Формула 1, но дизайнерите на Mclaren F1 са искали двигателят да бъде на някоя доказала се марка в производството на двигатели.
BMW проявяват интерес към проекта и предлагат да направят двигателя. Въпреки кратките срокове, които са поставени за изпълнението му, използвайки само доказани практики и идеи от компанията се вместват в поставените срокове и изработват двигател който тежи 266 kg и с 627к.с., с което двигателят става по-мощен от първоначалната идея.

## Двигател
Едно от основните изисквания на Гордън Мъри е двигателят да бъде атмосферен. Той сам по себе си е много надежден и позволява на шофьора максимален контрол върху него. Останалите модели двигатели, тези с турбо компресор и механичните увеличават мощността на двигателя, но и го правят по-сложен, освен това при тях връзката шофьор – двигател е по-слаба.
В крайна сметка BMW M Motorsport, заедно с главния си дизайнер и експерт Paul Rosche правят дизайна и изработват 6.1-литров, V-образен, 12-цилиндров двигател. Ъгълът на двигателя е 60-градусов и така се ражда BMW S70/2, който е с максимална мощност от 627 к.с. (468 kW).
Карбоновите елементи и монокок на автомобила изискват много добра изолация на топлината от двигателя. Решението, което Мъри измисля, е златно фолио. Около 25 g злато са използвани във всеки McLaren F1.
Отношението мощност/тегло при F1 е 550 к.с./тон. Сравнен с преките му конкуренти е 434 к.с./тон при Ferrari Enzo и 530.2 к.с./тон, при Bugatti Veyron.
Средният разход на гориво е 16 l / 100 km, което е много добре за един спортен автомобил.

## Шаси и тяло
McLaren F1 e първият автомобил в производство с шаси, изработено от карбонов монокок.
Шофьорът стои отпред, точно в средата, точно пред двигателя и резервоара с гориво. Седалките на пътниците е зад шофьорската.
Вратите на автомобила се изместват нагоре и настрани при отваряне и са така наречените „пеперуди“.

## Аеродинамика
Общият коефициент на челно съпротивление при McLaren F1 е 0.32, при конкурента му Bugatti Veyron то е 0.36 и 0.357 за SSC Ultimate Aero TT. Лицето на F1 е с площ 1.79 m². Автомобилът разполага с няколко въздуховода, спойлера и вентилатора, които увеличават притискателната му сила към шосето и охлаждат различни системи.

## Окачване
Било е решено окачването да бъде твърдо, но и с някакъв елемент на комфорт във всекидневното шофиране.
Главният дизайнер на окачването Стийв Рандъл е центрирал масата на колата почти в средата. Разпределението на тежестта на автомобила е 42% в предната част и 58% в задната.

## Спирачки
F1 е екипиран с вентилирани перфорирани спирачни дискове изработени от Brembo.
Спирачките при McLaren са изработени от едно цяло парче, а не от две половини, както е при повечето автомобили.

## Интериор и оборудване
Всеки McLaren F1 е с климатик, което липсва при повечето спортни автомобили с цел намаляване на теглото. Предното стъкло, както и страничните са с подгряване, а страничните са и електрически. Автомобилът е с фарове за мъгла отпред и отзад, както и с няколко ниши за вещи. Специални куфари, които пасват в багажника на F1 идват заедно с колата, дори специален сак за голф.